# Zooid

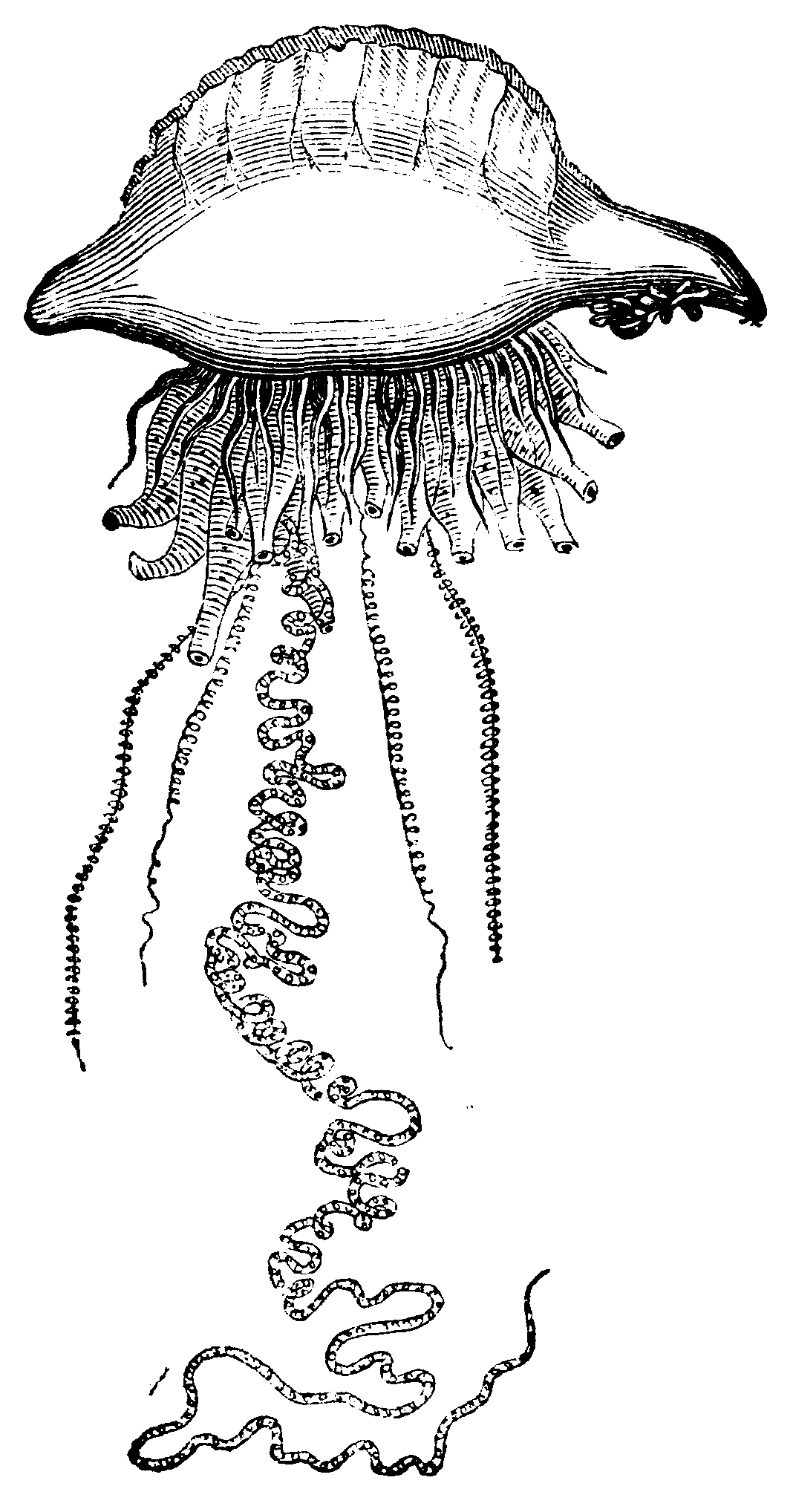
Měchýřovka portugalská je modulární organismus tvořený zooidy

Zooid je biologické označení pro jedince vzniklého nepohlavním rozmnožováním v rámci modulárního organismu. V jiném významu může označovat i jakoukoli pohyblivou buňku nebo část těla vytvořenou živým organismem, tedy například spermii.
V zoologii se termín zooid používá zejména při popisu bezobratlých organismů rozmnožujících se pučením nebo dělením, kdy takto vzniknuvší jedinci spoluutvářejí propojenou kolonii. K takové organizaci došlo mnohokrát nezávisle na sobě, jednotliví zooidi se navíc v koloniích často funkčně specializují a s tím se následně pojí i komplikované názvosloví.
Například u žahavců (Cnidaria) ze skupiny polypovců (Hydrozoa) se rozlišují krmní zooidi neboli hydranti či gastrozooidi, dále obranní zooidi neboli daktylozoidi a reprodukční zooidi neboli gonozoidi. Příklad polypovce s vysoce specializovanými zooidy může poskytnout měchýřovka portugalská (Physalia physalis), jejíž tělo tvoří plovací měchýř a další zooidi pod ním, přičemž krmná chapadla dorůstají délky až 13 m. Z dalších živočišných kmenů vyjma žahavců, u nichž se objevují zooidi, lze jmenovat například mechovce (Bryozoa). Ti žijí výhradně koloniálně, přičemž jejich zooidi se skládají z krmné části neboli polypidu, který se zatahuje do tzv. cystidu, někdy sdíleného více polypidy. Někteří mechovci dokonce vytvářejí kolonie s oddělenými samčími a samičími zooidy velmi odlišných tvarů. Složité životní cykly spojené s nepohlavním rozmnožováním a vznikem zooidů mají dále například salpy (Thaliacea) z podkmene pláštěnců (Tunicata). Jejich pelagiální kolonie mohou taktéž zahrnovat funkčně specializované jedince, včetně krmných a reprodukčních zooidů či tzv. forozoidů, které odchovávají gonozoidy.